# Новая ратуша (Мюнхен)
Новая ратуша (нем. Neues Rathaus) — здание в Мюнхене, в северной части площади Мариенплац, предназначенное для работы городских властей: Обербургомистра, Городского совета, городского управления.

## История
Новая ратуша была построена в 1867—1908 годах под руководством Георга фон Хауберриссера. Весь комплекс из кирпича и камня с башней высотой 85 м сгруппирован вокруг шести внутренних двориков. Огромный фасад здания длиной около 100 м богато украшен фигурами баварских герцогов, королей династии Виттельсбахов, легендарных персонажей и святых. В 1874 году в новое здание из Старой ратуши, находящейся всего в нескольких десятках метров, переехал городской совет, занимающий ратушу по сей день. Здание достраивалось и расширялось до 1908—1909 годов. Сегодня ратуша представляет собой строение в неоготическом стиле, в котором имеется 400 комнат общей площадью более 9 тыс. м².
Башня ратуши высотой 85 м оборудована лифтом и открыта для посещения туристами. Венчает это сооружение фигура «мюнхенского младенца» на шпиле башни, который держит в левой руке Евангелие, а правой благословляет город.
На центральной башне ратуши установлены часы-куранты, разыгрывающие 15-минутное представление. Ежедневно в 11 часов начинают бить 43 ратушных колокола, открываются окна, и 32 фигуры, высотой в человеческий рост, начинают разыгрывать сценки из городской жизни, которые происходили на Мариенплац. Герцог Вильгельм V и его жена Рената Лотарингская открывают рыцарский турнир, проходивший на площади в 1568 году в честь их свадьбы. Перед ними проходят герольды с трубами, знаменосцы и оруженосцы, закованные в доспехи конные рыцари. По сигналу герцога они мчатся друг на друга и рыцарь с баварским щитом выбивает из седла лотарингского рыцаря. Вслед за турниром дирижёр взмахом палочки открывает на нижней части часов танец бондарей в ярко-красных куртках, которые празднуют отступление чумы в 1517 году. Представление проходит зимой в 11 часов, а летом также в 12 и в 17 часов.